# Pickles (perro)
Pickles (2 de enero de 1962/1963 - 28 de diciembre de 1967) fue un célebre perro blanco y negro inglés, conocido por su papel en la recuperación del Trofeo Jules Rimet, que fue robado antes del inicio de la Copa Mundial de Fútbol de 1966 en Inglaterra.

## Robo de la Copa del Mundo
El trofeo fue robado durante una exhibición pública de una estampilla rara en el Salón de Westminster, en la mañana del domingo 20 de marzo de 1966, solo cuatro meses antes de la Copa Mundial de Fútbol de 1966 en Inglaterra. Inglaterra estaba programado para el saque inicial. El ladrón ignoró las estampillas raras, con un valor de £ 3 millones, y robó el trofeo que valía mucho menos. La policía recibió una petición de rescate de £ 15,000. Sin embargo, cuando se arrestó al culpable, este resultó ser un farsante. El trofeo fue encontrado, siete días después, envuelto en papel periódico en el fondo de un seto de un jardín suburbano en Beulah Hill, South Norwood, al sur de Londres, por Pickles durante un paseo con su propietario David Corbett.
Cuando la selección de fútbol de Inglaterra ganó el trofeo, como premio Pickles fue invitado al banquete de celebración y se le permitió lamer los platos después del banquete inaugural. Su dueño recogió un premio de £ 6000 (que basado en el aumento de los ingresos medios e inflación serían aproximadamente £ 169.000 en 2009). El ladrón nunca fue atrapado. Durante un breve período de tiempo se sospechó de Pickles y su dueño. En el año 2018, finalmente se revelaría la identidad del ladrón, el inglés Sidney Cugullere. Conocido por el seudónimo de Mr. Crafty, era un delincuente común dedicado al asalto de oficinas de correos, quien, a sus 40 años, al ver la oportunidad, entró al Central Hall y, con ayuda de su hermano Reg, perpetró con facilidad el robo.[14][15] Al llegar a su casa, le mostró el trofeo a su padre, quien le preguntó qué pensaba hacer con eso.[13] Con ayuda de su amigo Ted Bechley, intentó pedir un rescate de £150 000 al presidente Joe Mears. Sin embargo, luego del arresto de éste, finalmente desiste y lo abandona, siendo encontrado días después.[15] Jamás fue arrestado por ello, y sólo su entorno cercano sabía de su autoría, llevándose el secreto a la tumba tras su muerte por cáncer el año 2005. Más de una década después, su propia familia revelaría el secreto.
En 1966 el perro Pickles protagonizó, junto a Eric Sykes y June Whitfield, la película El espía con la nariz fría.
Una versión totalmente ficticia de la historia fue contada en 2006 por ITV. Se trata de un drama escrito por Michael Chaplin (escritor / productor), llamado Pickles: El perro que ganó la Copa del Mundo, con la voz de Harry Enfield.

## Muerte
Pickles murió en 1967, cuando se estranguló con su correa mientras perseguía a un gato. Fue enterrado en el jardín trasero de la casa de su dueño.